# Quả kép

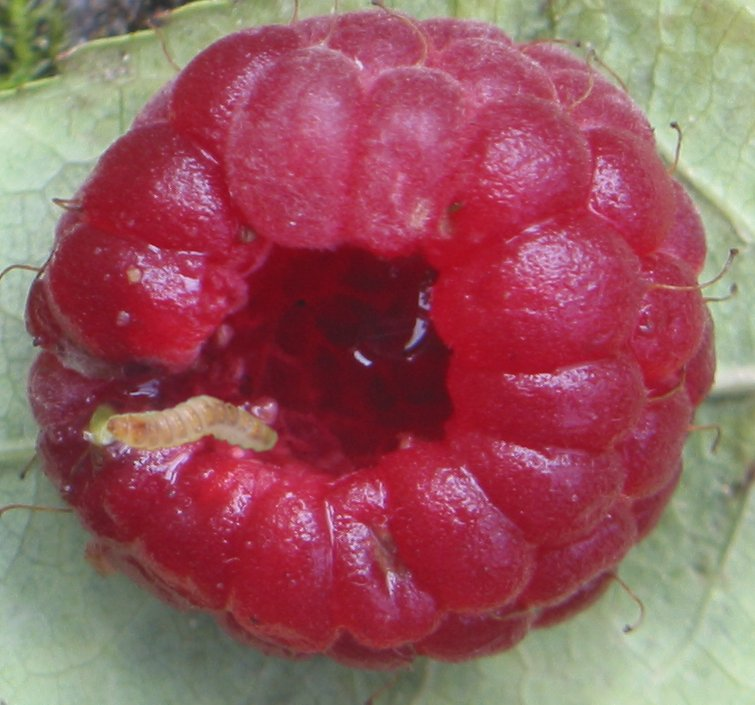
Quả mâm xôi là loại quả tụ.

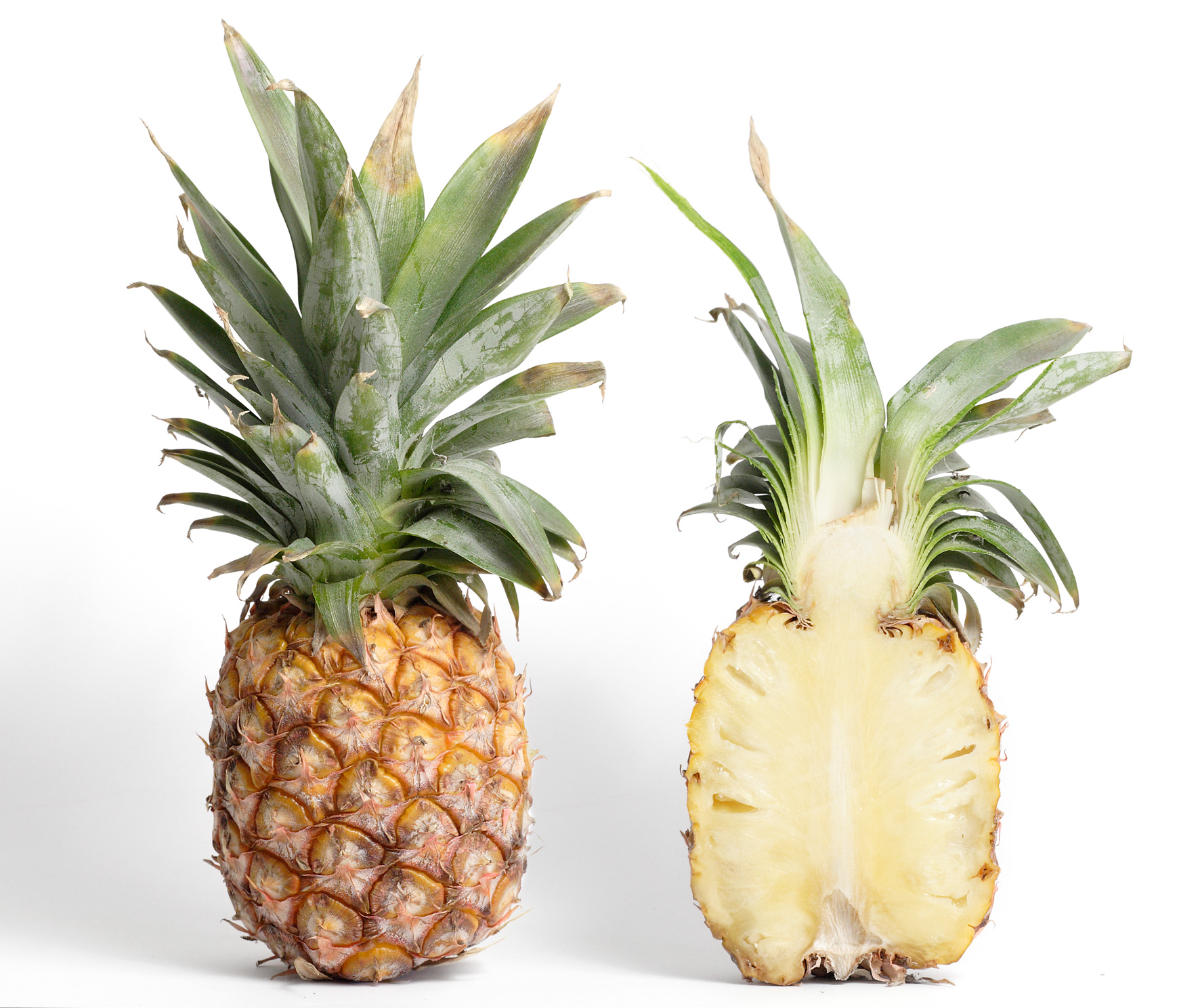
Quả dứa là loại quả phức.

Quả kép là loại quả phát triển từ nhiều bầu nhụy riêng biệt của cùng hay không cùng một hoa, mỗi bầu nhụy phát triển thành một quả con trong quá trình hình thành quả.
Một quả kép có thể là:
- Quả tụ, trong đó một hoa chứa một số bộ nhụy riêng biệt, chúng kết hợp với nhau trong quá trình hình thành quả.
- Quả phức, trong đó gồm các hoa, mỗi hoa có một bầu nhụy, phát triển thành các quả nhỏ kết hợp với nhau thành một quả lớn hơn.
- Quả đơn được hình thành từ một bầu nhụy phức.

Nho kết quả thành từng chùm, nhưng không phải là quả kép. Mỗi quả nho phát triển từ một bầu nhụy của một bông hoa, và chúng không dính liền với nhau.

## Tham khảo

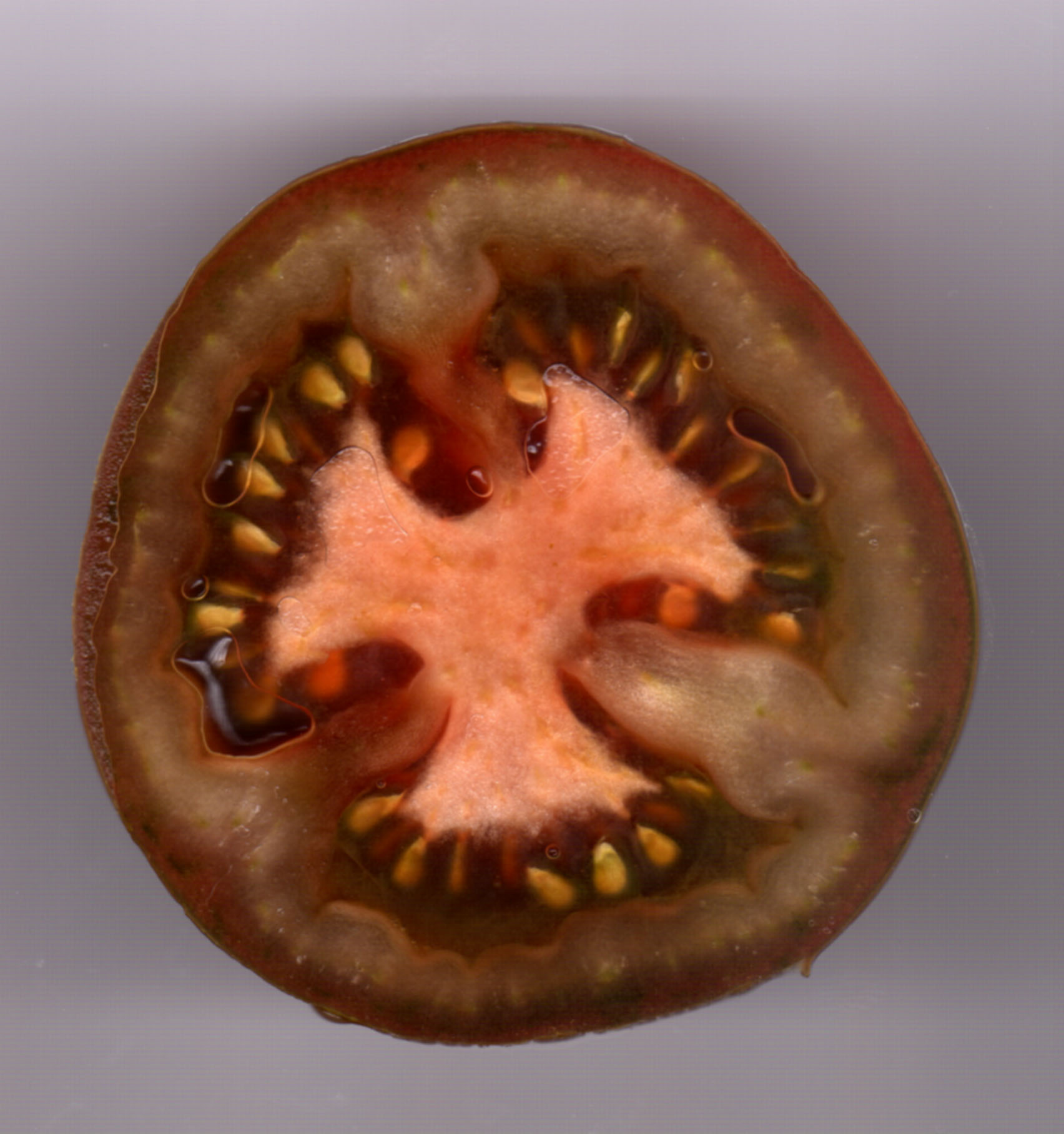
Cà chua là một quả đơn phát triển từ một bầu nhụy phức.